# Amalie Malling
Amalie Malling (født 15. september 1948 i Lübeck) er en dansk pianist, der er blandt sin generations førende solister. Hun er elev af Herman D. Koppel og studerede fra 1968 hos Hans Leygraf i Hannover og Georg Vasarhelyi i Århus. Hun har haft en omfattende virksomhed som solist og kammermusiker og givet talrige koncerter i ind- og udland. Fra 1980 har hun været docent ved Det Kgl. Danske Musikkonservatorium i København. 

## Diskografi
- 1980 Mozart, Jersild o.a. (LP, Paula – 5)
- 1991 Heise Kammermusik (med Morten Zeuthen o.a.) (Dacapo – DCCD 9113)
- 1994 Abrahamsen, Ruders, Nielsen, Gade (Dacapo – 8.224019)
- 1995 Robert Schumann: Klaverværker op 6 og op 20 (Kontrapunkt – 32201)
- 1998 Otto Malling: Klaverkoncert og Klavertrio (med DR-RadioUnderholdningsorkestret) (Dacapo – 8.224114
- 2002 Rovsing Olsen: Music for cello and piano (med Morten Zeuthen) (Dacapo – 8.224222)
- 2005 Beethoven: Sonater for cello og klaver (med Morten Zeuthen) (Classico – CLASSCD660-61)
- 2006 Mozart: Piano Works (Classico – 650)
- 2011 Schumann: Piano Works (Sonata No. 4, completed by Karl Aage Rasmussen, Fantasiestücke & Faschingsschwank aus Wien) (Classico - CDK 1072)

## Links
- Dacapo